# Eladio Silvestre
Eladio Silvestre Graells (Sabadell, 18 de novembro de 1940) é um ex-futebolista espanhol, atuava como defensor.

## Carreira
Silvestre jogou no Condal, UE Lérida, FC Barcelona, Hércules CF e no Gimnastic de Tarragona.
No Barcelona, ele se destacou jogando entre 1964 e 1972. Pelo Barça, ele disputou 428 partidas oficiais, marcou 14 gols (8 no campeonato) e foi capitão do time, formando uma defesa mítica junto com Benítez e Gallego.
Silvestre jogou 10 jogos pela Seleção Espanhola competindo na Copa do Mundo de 1966 na Inglaterra. Sua estréia foi no jogo Espanha 1-1 Uruguai em La Coruña em 23/06/1966 e seu último jogo foi no jogo Suíça 0-1 Espanha em Lausanne em 22/04/1970.

## Títulos
- Taça das Cidades com Feiras: 1965–1966
- Copa do Rei: 1962–63, 1967–68 e 1970–71